# Mistrovství světa cestovních vozů

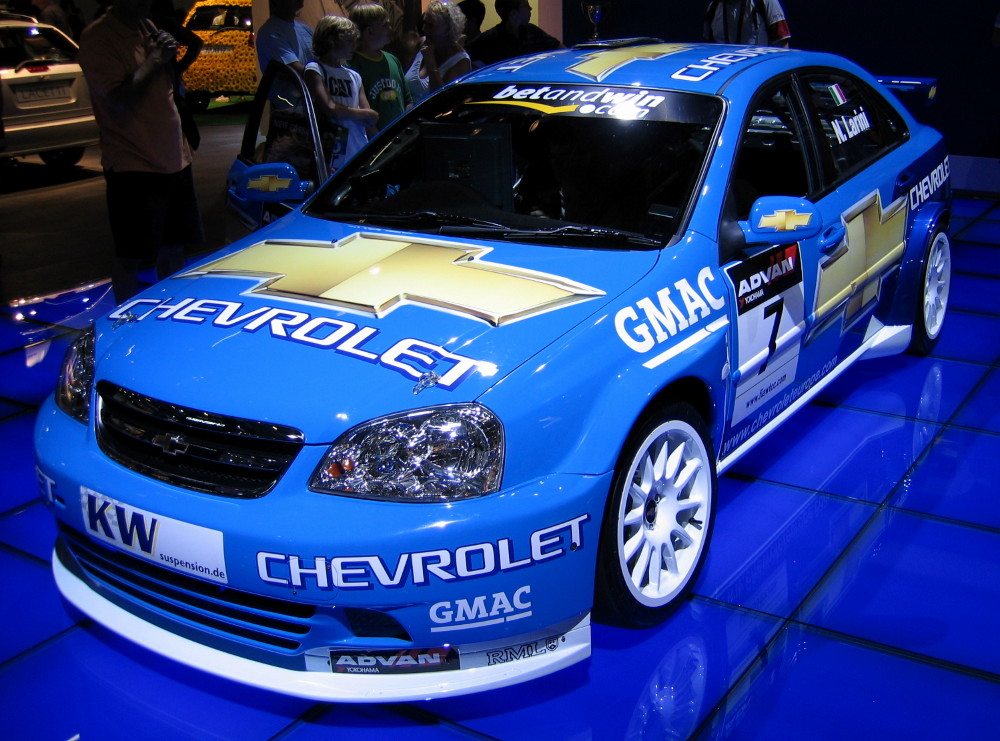
Chevrolet, se kterým v roce 2006 jezdil Nicola Larini

Mistrovství světa cestovních vozů (WTCC, (anglicky): World Touring Car Championship) je mistrovství automobilů vycházející ze sériové produkce. Šampionát je pod patronátem Mezinárodní automobilová federace (FIA) a po prvním ročníku v roce 1987 byl znovu obnoven v roce 2005. Mistrovství se účastní nebo účastnili i piloti, známí z jiných motoristických disciplín, jako je například Formule 1 nebo Champ Car: Alex Zanardi, Augusto Farfus Jr., Fabrizio Giovanardi, Gabriele Tarquini, Alain Menu, Nicola Larini, Dirk Muller, Jorg Muller, Gianni Morbidelli a další. Matadorem celé série je Andy Priaulx, vítěz Mistrovství Evropy cestovních vozů (ETCC) 2004 a vítěz WTCC z let 2005 a 2006.

## Technika

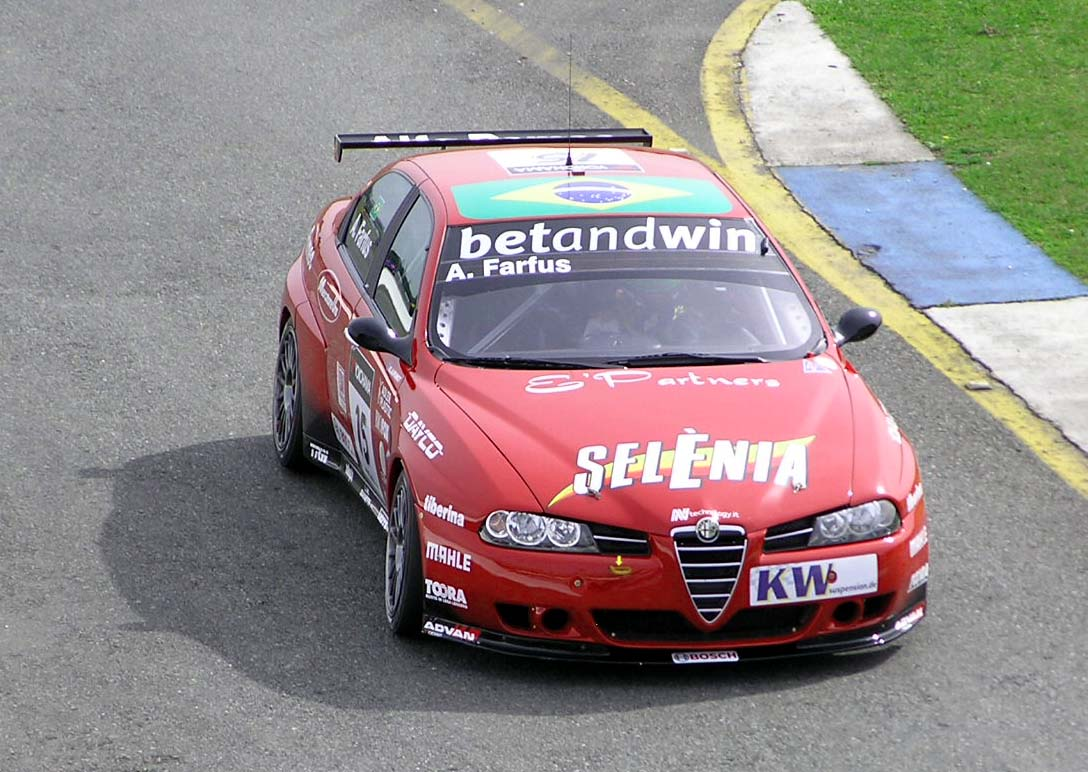
Alfa Romeo 156

Vozy spadají do technické specifikace S2000 a S2000D (pro vozy poháněné naftovým motorem). Jsou přípustné vozy, které mají homologaci jako čtyřmístné a automobilka jich ročně vyrobí alespoň 2500 (určené do běžného prodeje). Obsah motoru je 2000cc, od sezony 2011 budou povoleny i 1600cc turbo. Od sezony 2012 budou povoleny pouze benzínové motory 1600cc turbo, stejné motory jako ve WRC. Jsou zakázány systémy ovládání ventilů (jako VTEC u Hondy nebo Valvetronic u BMW). Na vozech je zakázáno používat materiály jako je titan, keramické materiály a materiály z uhlíkových vláken v případě, že jejích použití není již zavedeno do sériové výroby daného vozu. Dále jsou zakázány systémy pomáhající pilotovi (ABS, ESP, kontrola trakce…).

## Pravidla
Každý mezinárodní podnik sestává ze dvou závodů (závod 1 a závod 2), každý o vzdálenosti cca 50 km. V každém z obou závodů jsou udělovány body pro prvních osm v cíli: 10 pro prvního, 8 pro druhého, 6 pro třetího a dále 5, 4, 3, 2 a 1 bod.
O postavení na startu do druhého závodu rozhoduje pořadí v cíli z prvního závodu, jen prvních osm v cíli v opačném pořadí (vítěz startuje jako osmý a osmý v cíli z pole position, další startuji dle pořadí to je 9. ze závodu 9, 10. –10).
První čtyři piloti, kteří získali během závodního víkendu nejvíc bodů (součet z obou závodů), dostávají do svého vozu zátěž 40, 30, 20 a 10 kg. Pátý váhu svého vozu nemění. Piloti, kteří v součtu bodů z obou závodů obsadili šesté až osmé místo, mohou ze svého vozu odebrat zátěž 5, 10 a 15 kg.

## Dosavadní ročníky
| Rok. | Mistrovství                                       | Mistrovství | Netovární                                                 | Netovární                   |
| Rok. | Pilot                                             | Tým         | Pilot                                                     | Tým                         |
| ---- | ------------------------------------------------- | ----------- | --------------------------------------------------------- | --------------------------- |
| 1987 | Roberto Ravaglia (Schnitzer, BMW M3)              | Ford        | Není                                                      | Není                        |
|      |                                                   |             |                                                           |                             |
| 2005 | Andy Priaulx (BMW Team UK, BMW 320i)              | BMW         | Marc Hennerici (Wiechers-Sport, BMW 320i)                 | Proteam Motorsport          |
| 2006 | Andy Priaulx (BMW Team UK, BMW 320si)             | BMW         | Tom Coronel (GR Asia, SEAT León)                          | GR Asia                     |
| 2007 | Andy Priaulx (BMW Team UK, BMW 320si)             | BMW         | Stefano D'ASTE (Wiechers-Sport, BMW 320si)                | Proteam Motorsport          |
| 2008 | Yvan Müller (Seat Spania, Seat Leon TDI)          | Seat        | Sergio Hernandez (Proteam Motorsport, BMW 320si)          | Proteam Motorsport          |
| 2009 | Gabriele Tarquini (Seat Sport, Seat Leon 2.0 TDI) | Seat        | Tom Coronel (SUNRED Engineering, SEAT León 2.0 TFSI)      | SUNRED Engineering          |
| 2010 | Yvan Muller (Chevrolet, Chevrolet Cruze LT)       | Chevrolet   | Sergio Hernández (Scuderia Proteam Motorsport, BMW 320si) | Scuderia Proteam Motorsport |
| 2011 | Yvan Muller (Chevrolet, Chevrolet Cruze LT)       | Chevrolet   | Kristian Poulsen (Liqui Moly Team Engstler, BMW 320 TC)   | Liqui Moly Team Engstler    |